# Точка с запятой
То́чка с запято́й (;) — отделительный непарный знак препинания. Точка с запятой впервые введена итальянским печатником Альдом Мануцием (итал. Aldo Pio Manuzio; 1449/1450—1515), использовавшим её для разделения противоположных слов. Шекспир уже использовал точку с запятой в своих сонетах.

## Естественные языки
В русском языке точка с запятой ставится:
1. В бессоюзном сложном предложении между составляющими его частями (обычно если они значительно распространены и имеют внутри себя запятые).
  - Бледно-серое небо светлело, холодело, синело; звёзды то мигали слабым светом, то исчезали; отсырела земля, запотели листья, кое-где стали раздаваться живые звуки, голоса (Тургенев).
  - Налево чернело глубокое ущелье; за ним и впереди нас тёмно-синие вершины гор, изрытые морщинами, покрытые слоями снега, рисовались на бледном небосклоне, ещё сохраняющем последний отблеск зари (Лермонтов).
2. В сложносочинённом предложении между его частями, если они значительно распространены или имеют внутри себя запятые.
  - Почти каждый вечер попозже они уезжали куда-нибудь за город, в Ореанду или на водопад; и прогулка удавалась, впечатления неизменно всякий раз были прекрасны, величавы (Чехов).
  - Всё это я выдумал, потому что решительно не помнил, что мне снилось в эту ночь; но когда Карл Иваныч, тронутый моим рассказом, стал утешать и успокаивать меня, мне казалось, что я точно видел этот страшный сон, и слёзы полились уже от другой причины (Л. Толстой).
  - Мне стало как-то ужасно грустно в это мгновение; однако что-то похожее на смех зашевелилось в душе моей (Достоевский).
3. Между сильно распространёнными однородными членами предложения, особенно если внутри хотя бы одного из них есть запятые.
  - Во мраке смутно представлялись те же неясные предметы: в некотором отдалении чёрная стена, такие же движущиеся пятна; подле самого меня круп лошади, которая, помахивая хвостом, широко раздвигала ногами; спина в белой черкеске, на которой покачивалась винтовка в чёрном чехле и виднелась белая головка пистолета в шитой кобуре; огонёк папиросы, освещающий русые усы, бобровый воротник и руку в замшевой перчатке (Л. Толстой).
  - Здесь были люди из города и из станиц и хуторов, задержанные по подозрению в том, что они советские работники, партизаны, коммунисты, комсомольцы; люди, поступком или словом, оскорбившие немецкий мундир; люди, скрывавшие своё еврейское происхождение; люди, задержанные за то, что они без документов, и просто за то, что они люди (Фадеев).
4. Между сложноподчинёнными придаточными предложениями, если они значительно распространены, имеют внутри себя запятые и не связаны сочинительными союзами.
  - Давыдову становилось чуточку грустно оттого, что там теперь многое изменилось; что он теперь уже не сможет ночи напролёт просиживать за чертежами; что теперь о нём, видимо, забыли (Шолохов).
  - О чём же думал он? О том, что был он беден; что трудом он должен был себе доставить и независимость, и честь; что мог бы бог ему прибавить ума и денег; что ведь есть такие праздные счастливцы, ума недальнего, ленивцы, которым жизнь куда легка (Пушкин).

В греческом языке, а также (под влиянием греческого) в церковнославянском языке точка с запятой играет роль вопросительного знака; в Юникоде для этого существует отдельный знак (код &#894), но тем не менее чаще на компьютерах используется обычная точка с запятой (код &#59), являющаяся частью ASCII.
Пример употребления точки с запятой в роли вопросительного знака в церковнославянском тексте (Быт., 25:32):
«Рече же Исав: се, аз иду умрети, и вскую ми первенство сие;» — «Исав сказал: вот, я умираю, что мне в этом первородстве?»
Во французской типографике точка с запятой, как и многие другие знаки препинания, отбивается от предыдущего символа коротким неразрывным пробелом. При компьютерном наборе он часто заменяется обычным пробелом.

## Компьютеры
Во многих языках программирования (Си, Паскаль, Perl и других) точка с запятой используется для разделения инструкций. Точка с запятой, как символ завершения оператора, впервые появилась в Алголе-58.
В языках ассемблера и некоторых текстовых форматах (например, в ini-файлах) точка с запятой обозначает начало комментария в строке.
В электронных таблицах точка с запятой применяется вместо запятой в языках, в которых запятая применяется как десятичный разделитель (в том числе в русском). Может выступать разделителем в представлении табличных данных в текстовом формате CSV.

## Математика
В дифференциальной геометрии точка с запятой, поставленная перед индексом, означает ковариантную производную функции по координате, обозначенной данным индексом (запятая же означает частную производную). Например:
{\displaystyle \nabla _{j}{\mathbf {v} }\equiv v^{i}{}_{;j}\;\;\;\;\;\;v^{i}{}_{;j}=v^{i}{}_{,j}+v^{k}\Gamma ^{i}{}_{kj}}